# Неоландшафт
Неоландшафт — антропогенный ландшафт, возникновение которого связано с глубоким воздействием человека на уже существующий ландшафт. Примером неоландшафта могут служить карьерно-отвальные комплексы горнодобывающих предприятий.
Понятие неоландшафта у́же понятия антропогенного ландшафта, поскольку антропогенный характер могут иметь и ландшафты, сами по себе не отличающиеся кардинально от естественных (искусственно высаженные леса, подтопленные и заболоченные в результате неудачных гидрологических решений луга и т. п.).